# Bitwa pod Poitiers (1356)
Bitwa pod Poitiers – starcie zbrojne, które miało miejsce 19 września 1356 roku pomiędzy Anglikami i Francuzami i było drugim z trzech wielkich angielskich zwycięstw podczas wojny stuletniej.
8 sierpnia 1356 Edward (Czarny Książę) rozpoczął szeroko zakrojony chevauchée (najazd) z angielskiej bazy w Akwitanii w celu przyjścia z odsieczą oblężonym garnizonom w centralnej Francji oraz aby splądrować tamtejsze okolice. Jego wypad początkowo nie spotkał się z wielkim oporem – siły angielskie posuwały się szybko, doszczętnie paląc wszystko na swojej drodze, dopóki nie dotarły do Tours nad Loarą, gdzie Anglicy nie zdołali zająć zamku ani spalić miasta z powodu ulewnego deszczu. To opóźnienie dało możliwość królowi Francji Janowi II zatrzymania i zniszczenia armii Edwarda. Król, który w tym czasie stawiał czoło księciu Lancaster w Normandii, nakazał zgromadzenie wojsk w Chartres na północ od oblężonego Tours, sam zaś odesłał 15 000-20 000 piechoty, aby szybciej dotrzeć na pozycje Czarnego Księcia. To sprawiło, że obydwie armie były zaskakująco podobne liczebnie, co nie było częstym zjawiskiem na polach bitew wojny stuletniej.
Po otrzymaniu meldunków o zbliżającej się armii francuskiej, Edward nakazał natychmiastowy odwrót spod Tours. Następnie ścigany przez Jana II ruszył na południe. Francuzi dogonili wojska angielskie kilka kilometrów na południowy zachód od Poitiers. Czarny Książę, uczestnik i jeden z dowódców w bitwie pod Crécy (walczył, mając zaledwie 16 lat), zdecydował się na takie samo ustawienie taktyczne jak w tamtej bitwie. Wybrał dla swoich wojsk miejsce doskonałe do obrony, czysty teren otoczony naturalnymi przeszkodami, mając rzekę na lewym skrzydle oraz las za plecami.
Wozy załadowane łupami pozostawił wzdłuż starej rzymskiej drogi wiodącej z Poiters do Bordeaux, aby zapewnić sobie osłonę słabszego prawego skrzydła. Kawaleria została spieszona i zorganizowana we dwa, najwyżej trzy oddziały z angielskimi łucznikami ustawionymi na flankach w kształcie litery V. Czarny Książę zatrzymał jednak mały oddział kawalerii dowodzony przez Jeana de Grailly, ukrywając go w lesie na tyłach.
Atakujące siły francuskie zostały podzielone na cztery części. Pośrodku było trzystu najlepszych rycerzy dowodzonych przez marszałka Clermonta razem z niemieckimi najemnikami uzbrojonymi w piki. Celem tej grupy było dotarcie do osławionych angielskich łuczników i ich wyeliminowanie. Za nimi miały nacierać trzy grupy piechoty, w tym przypadku podobnie jak u Anglików spieszonej kawalerii dowodzonej przez Delfina (późniejszego króla Francji Karola V), księcia Orleanu oraz króla Jana II.
Zaraz na początku bitwy Anglicy upozorowali odwrót na lewym skrzydle, co sprowokowało szarżę francuskich rycerzy za uciekającymi łucznikami. Atakujący zostali momentalnie zasypani morderczym gradem strzał, tym bardziej skutecznym, że łucznicy mierzyli do koni. W sukurs kawalerii pośpieszyła piechota Delfina, która dotarła aż do angielskich linii, ale po zaciekłej walce musiała ustąpić dla przegrupowania. Następna fala piechoty księcia Orleanu widząc, że ludzie Delfina odstąpili od ataku, spanikowała i zawróciła, osłabiając tym samym kolejny atak prowadzony przez samego króla. Pomimo tego atak ten był najsilniejszy ze wszystkich. Na domiar złego Anglikom skończyły się strzały. Łucznicy połączyli się z resztą piechoty we wspólnej walce wręcz, niektórzy wsiadali na konie, tworząc improwizowaną kawalerię, jednak Czarny Książę ciągle miał ukryte w lesie rezerwy. W krytycznym momencie wyprowadził je z lasu, a rycerze ci okrążyli i zaatakowali Francuzów od tyłu, budząc panikę i w rezultacie wygrywając bitwę. Podczas ucieczki król Jan został pojmany razem z całym swoim otoczeniem.
Bitwa okazała się straszliwą porażką Francuzów nie tylko z militarnego, ale i ekonomicznego punktu widzenia, ponieważ w jej następstwie Francja została zmuszona do zapłacenia okupu za pojmanego króla w wysokości dwukrotnych rocznych dochodów całego królestwa.